# Statistik Austria
Statistik Austria ist die Bezeichnung, unter der die Bundesanstalt Statistik Österreich (STAT), das statistische Amt der Republik Österreich, in der Öffentlichkeit auftritt. Statistik Austria ging durch das österreichische Bundesstatistikgesetz 2000 aus dem Österreichischen Statistischen Zentralamt (ÖSTAT) hervor und wurde am 1. Jänner 2000 aus der Bundesverwaltung ausgegliedert.

## Geschichte
Die österreichische Statistik wurzelt in der Zeit der Verwaltungsreformen Maria Theresias und Josephs II. (zum Beispiel erste Volkszählung 1754). 1829 wurde eine erste staatliche Dienststelle, das Statistische Bureau, zum Sammeln statistischer Informationen eingerichtet, die nach Erweiterungen 1863 in eine Kollegialbehörde für die österreichische Reichshälfte der Monarchie (k.k. Statistische Zentralkommission) übergeführt wurde. Diese Behörde war von 1882 bis 1918 Herausgeber der Oesterreichischen Statistik. Die Jahrzehnte bis zum Ersten Weltkrieg waren eine Phase intensiver fachlicher und technischer Entwicklungen, erweiterter Erhebungs- und Publikationstätigkeit, vertiefter Zusammenarbeit mit Universitäten und Fachwissenschaften und beginnender internationaler Zusammenarbeit.
Nachfolgeinstitution in der Ersten Republik war das Bundesamt für Statistik (1921–1938), in der Zweiten Republik das Österreichische Statistische Zentralamt (1945–1999), das den Wiederaufbau der Bundesstatistik, die Verdichtung der internationalen Zusammenarbeit im Rahmen der Vereinten Nationen und der OECD und schließlich die Einbindung Österreichs in das statistische System der europäischen Gemeinschaften (EU-Beitritt 1995) zu leisten hatte.
Fachstatistische Generaldirektoren bzw. Präsidenten (vor dem Jahr 2000) waren unter anderen Lothar Bosse (1970–1981), Josef Schmidl (1981–1987), Ewald Kutzenberger (2000–2004), Peter Hackl (2005–2009) und Konrad Pesendorfer (2010–2019). Mit 1. Jänner 2020 wurde Werner Holzer interimistisch mit der Funktion des fachstatistischen Generaldirektors betraut. Im Mai 2020 wurde bekannt, dass Tobias Thomas fachstatistischer Generaldirektor werden soll. Im 1. Juni 2025 wurde Thomas Burg interimistisch mit der Funktion des fachstatistischen Generaldirektors betraut.

## Aufgaben und Organisation
Statistik Austria ist eine selbständige, nicht gewinnorientierte Bundesanstalt öffentlichen Rechts. Sie besorgt die Aufgaben der amtlichen Statistik auf Bundesebene: die Erhebung, Sammlung, Analyse und Veröffentlichung amtlicher Statistiken für Österreich. Statistik Austria leistet auch den Beitrag Österreichs an den gemeinschaftlichen Statistiken im statistischen System der Europäischen Union sowie die Vertretung Österreichs in den statistischen Gremien der Vereinten Nationen und ihrer Teilorganisationen (zum Beispiel WHO, UNESCO, FAO) sowie der OECD, des Europarates und EUROSTAT, und internationaler wissenschaftlicher Gesellschaften.

### Aufgaben und Grundsätze
Aufgabe von Statistik Austria ist die Bereitstellung objektiver, nach wissenschaftlichen Methoden gewonnener statistischer Informationen für Politik, Verwaltung, Wirtschaft, Medien und für alle Bürger. Grundsätze, die Statistik Austria bei der Wahrnehmung der Aufgaben zu beachten hat, sind: Objektivität und Unparteilichkeit bei der Erstellung der Statistiken, Anwendung statistischer Methoden und Verfahren nach international anerkannten wissenschaftlichen Grundsätzen, laufende Qualitätsverbesserungen, Sicherstellung der Aktualität von Statistiken, unverzügliche Veröffentlichung der Statistiken und ihrer zugrunde liegenden Konzepte, Definitionen und Erläuterungen, Minimierung der Belastung und ausreichende Information der Betroffenen und Auskunftspflichtigen sowie Vertraulichkeit von personenbezogenen Daten.

### Struktur der Anstalt
Statistik Austria (über 800 Mitarbeiter) gliedert sich in die Generaldirektion mit zwei Generaldirektoren:
- Fachstatistischer Generaldirektor: interimistisch Thomas Burg (seit 1. Juni 2025)
- Kaufmännischer Generaldirektor: Franz Haslauer (seit 1. Jänner 2024)

dazu fünf Direktionen (Bevölkerung, Unternehmen, Raumwirtschaft, Volkswirtschaft, IT), Administrationsservices sowie zwei Stabsstellen (Internationale Beziehungen, Interne Revision und Risikomanagement) und vier Center (Methodik, Daten, Kommunikation und Wissenschaft)
Wirtschaftsrat (2020: 12 Mitglieder) und Statistikrat (2020: 16 Mitglieder)
unterstützen die Generaldirektion bei der wirtschaftlichen und fachlichen Leitung der Bundesanstalt. Sie bestehen aus Vertretern der Bundesverwaltung, der gesetzlichen Interessenvertretungen, der Landes- und Kommunalstatistik und aus Experten für wirtschaftliche und fachliche Fragen.
Für die fachliche Zusammenarbeit besteht daneben eine Reihe von Fachbeiräten.

### Rechtsgrundlagen
Generelle Rechtsgrundlage der österreichischen Bundesstatistik ist das Bundesstatistikgesetz 2000, spezielle Rechtsgrundlagen sind verschiedene andere Bundesgesetze, Verordnungen und Erlässe. Mit der fortschreitenden Integration des statistischen Systems der Europäischen Union gelten in den Mitgliedstaaten zunehmend statistische Rechtsnormen der EU, für deren Vorbereitung und Durchsetzung das Statistische Amt der Europäischen Gemeinschaften (Eurostat) in Luxemburg zuständig ist.

### Verfügbarkeit statistischer Informationen
Hauptergebnisse von Statistik Austria stehen Interessierten unentgeltlich auf der Webseite zur Verfügung. Detailergebnisse (Sonderauswertungen, Druckpublikationen, z. T. auch Ergebnisse aus der Statistischen Datenbank STATcube etc.) werden gegen Kostenersatz bereitgestellt. Bekannte statistische Ergebnisse sind etwa jene der Registerzählung, welche 2011 die vormaligen Großzählungen (Volkszählung, Gebäude- und Wohnungszählung, Arbeitsstättenzählung – zuletzt 2021) abgelöst hat, die laufenden Informationen der Wirtschaftsstatistik, vor allem der monatliche Verbraucherpreisindex, und die international standardisierten Daten der Volkswirtschaftlichen Gesamtrechnungen (zum Beispiel Bruttoinlandsprodukt, Wirtschaftswachstum). Die fachlichen Aufgaben reichen von der Erfassung des Bevölkerungsstandes, der Geburten, Sterbefälle und Wanderungen, der Gesundheit und der sozialen Bedingungen bis zur Erarbeitung wirtschaftlicher Grundsystematiken zur Sicherung internationaler Vergleichbarkeit.

## Publikationen
(Auswahl)
- Ortsverzeichnis (ehem. Orts-Lexikon, Orts-Repertorien), 1869–heute
  - Von der Österreichischen Nationalbibliothek digitalisierte Ausgaben: Osterreichische Statistik (Berichtsjahre 1880 bis 1910) (online bei ANNO).